# Olympische Sommerspiele 2020/Leichtathletik – 800 m (Männer)
Der 800-Meter-Lauf der Männer bei den Olympischen Spielen 2020 in Tokio wurde vom 31. Juli bis 4. August 2021 im Nationalstadion ausgetragen.
Olympiasieger wurde der Kenianer Emmanuel Korir vor seinem Landsmann Ferguson Cheruiyot Rotich. Bronze gewann der Pole Patryk Dobek.

## Aktuelle Titelträger
| Olympiasieger                         | David Rudisha ( Kenia)               | 1:42,15 min | Rio de Janeiro 2016 |
| Weltmeister                           | Donavan Brazier ( USA)               | 1:42,34 min | Doha 2019           |
| Europameister                         | Adam Kszczot ( Polen)                | 1:44,59 min | Berlin 2018         |
| Nord-/Zentralamerika-/Karibik-Meister | Brandon McBride ( Kanada)            | 1:46,14 min | Toronto 2018        |
| Südamerika-Meister                    | Lucirio Antonio Garrido ( Venezuela) | 1:46,27 min | Lima 2019           |
| Asienmeister                          | Abubaker Haydar Abdalla ( Katar)     | 1:44,33 min | Doha 2019           |
| Afrikameister                         | Nijel Amos ( Botswana)               | 1:45,20 min | Asaba 2018          |
| Ozeanienmeister                       | Josh Ralph ( Australien)             | 1:49,34 min | Townsville 2019     |

## Rekorde

### Bestehende Rekorde
| Weltrekord         | David Rudisha ( Kenia) | 1:40,91 min | Finale OS London | 9. August 2012 |
| Olympischer Rekord | David Rudisha ( Kenia) | 1:40,91 min | Finale OS London | 9. August 2012 |

Der bestehende olympische Rekord, gleichzeitig Weltrekord, wurde bei diesen Spielen nicht erreicht. Die schnellste Zeit erzielte der spätere Olympiazweite Ferguson Cheruiyot Rotich aus Kenia mit 1:44,04 min im dritten Halbfinale am 1. August. Damit verfehlte er seinen den Rekord um 3,13 Sekunden.

### Rekordverbesserungen
Ein Kontinentalrekord wurde zweimal gesteigert, darüber hinaus wurden drei neue Landesrekorde aufgestellt.
- Kontinentalrekorde:
  - 1:44,13 min (Ozeanienrekord) – Peter Bol (Australien), erster Vorlauf am 31. Juli
  - 1:44,11 min (Ozeanienrekord) – Peter Bol (Australien), zweites Halbfinale am 1. August
- Landesrekorde:
  - 1:47,26 min – Alex Beddoes (Cookinseln), zweiter Vorlauf am 31. Juli
  - 1:48,26 min – Francky-Edgard Mbotto (Zentralafrikanische Republik), zweiter Vorlauf am 31. Juli
  - 1:44,99 min – Abdessalem Ayouni (Tunesien), erstes Halbfinale am 1. August

## Vorrunde
Die Vorrunde wurde in sechs Läufen durchgeführt. Für das Halbfinale qualifizierten sich pro Lauf die ersten drei Athleten (hellblau unterlegt). Darüber hinaus kamen die sechs Zeitschnellsten, die sogenannten Lucky Loser (hellgrün unterlegt), weiter.

### Lauf 1

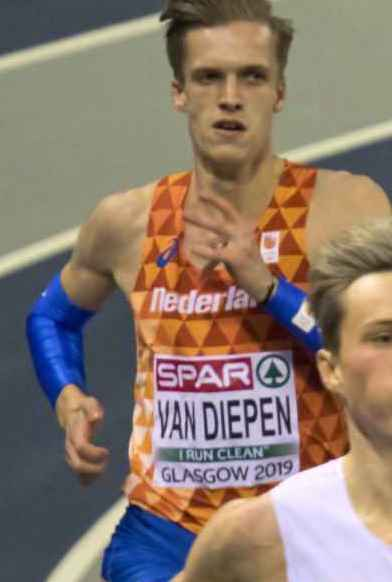
Tony van Diepen – ausgeschieden als Sechster des ersten Vorlaufs
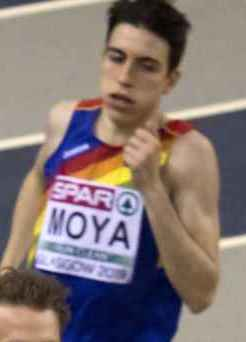
Pol Moya – ausgeschieden als Siebter des ersten Vorlaufs

31. Juli 2021, 09:50 Uhr (02:50 Uhr MESZ)
| Platz | Name                      | Nation         | Zeit (min) | Anmerkung |
| ----- | ------------------------- | -------------- | ---------- | --------- |
| 1     | Ferguson Cheruiyot Rotich | Kenia          | 1:43,75    |           |
| 2     | Peter Bol                 | Australien     | 1:44,13    | AR        |
| 3     | Elliot Giles              | Großbritannien | 1:44,49    |           |
| 4     | Abdelati el-Guesse        | Marokko        | 1:44,84    | PB        |
| 5     | Isaiah Jewett             | USA            | 1:45,07    |           |
| 6     | Tony van Diepen           | Niederlande    | 1:46,03    |           |
| 7     | Pol Moya                  | Andorra        | 1:47,44    | SB        |
| 8     | Musa Hajdari              | Kosovo         | 1:48,96    |           |

### Lauf 2

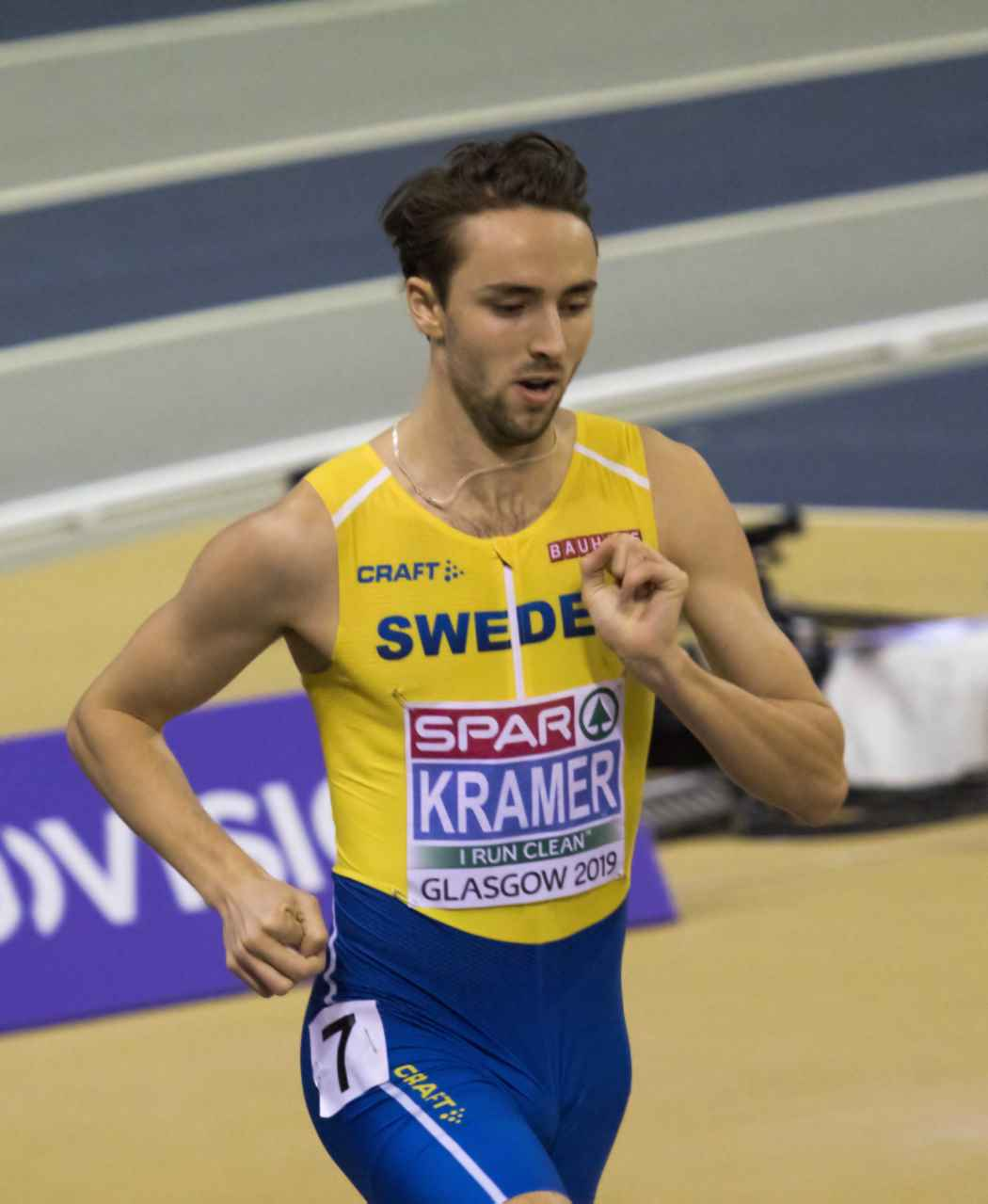
Andreas Kramer – ausgeschieden als Fünfter
des zweiten Vorlaufs

31. Juli 2021, 09:58 Uhr (02:58 Uhr MESZ)
| Platz | Name                     | Nation                       | Zeit (min) | Anmerkung |
| ----- | ------------------------ | ---------------------------- | ---------- | --------- |
| 1     | Marco Arop               | Kanada                       | 1:45,26    |           |
| 2     | Amel Tuka                | Bosnien und Herzegowina      | 1:45,48    |           |
| 3     | Gabriel Tual             | Frankreich                   | 1:45,63    |           |
| 4     | Pablo Sánchez-Valladares | Spanien                      | 1:46,06    |           |
| 5     | Andreas Kramer           | Schweden                     | 1:46,44    |           |
| 6     | Oliver Dustin            | Großbritannien               | 1:46,94    |           |
| 7     | Alex Beddoes             | Cookinseln                   | 1:47,26    | NR        |
| 8     | Francky-Edgard Mbotto    | Zentralafrikanische Republik | 1:48,26    | NR        |

### Lauf 3

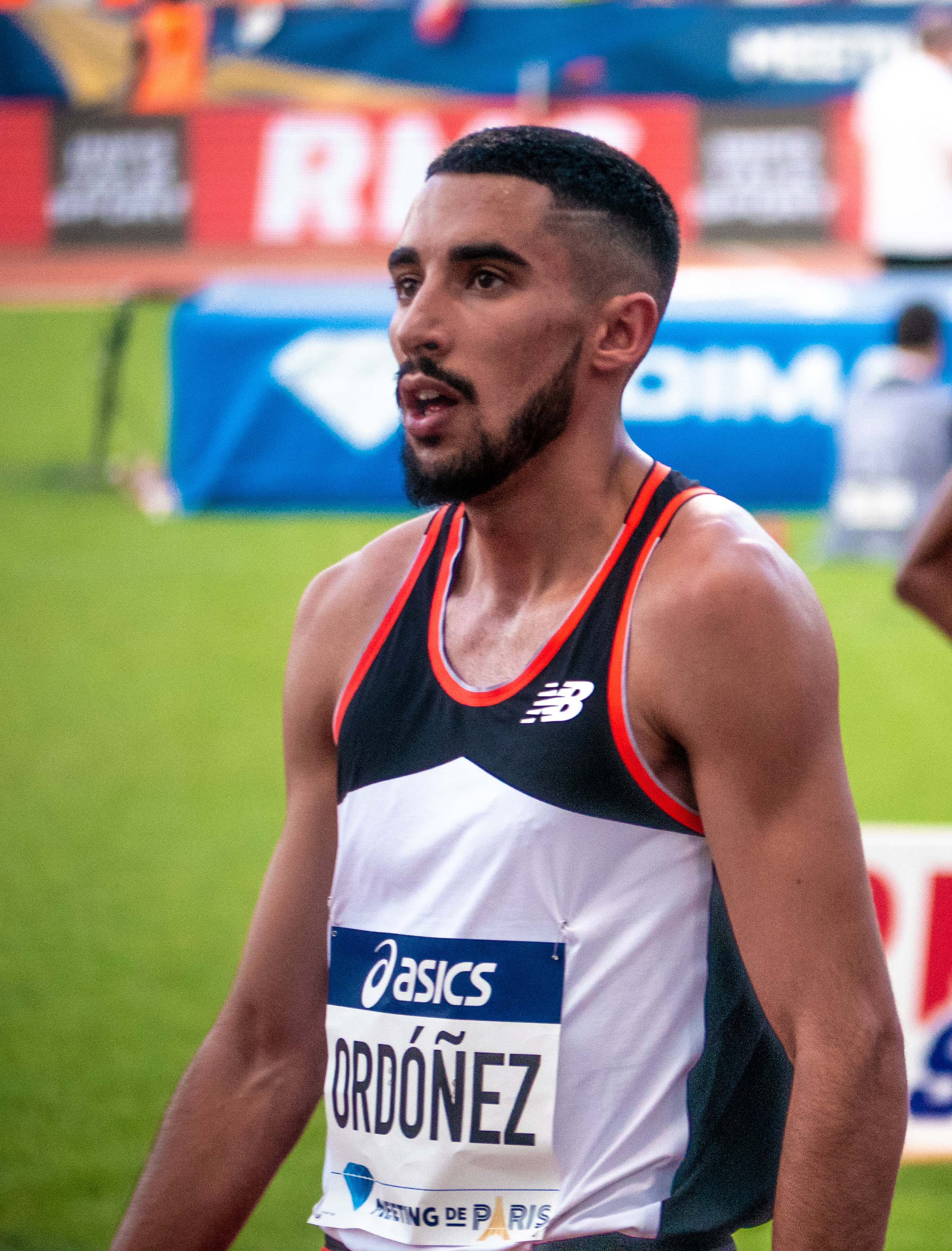
Saúl Ordóñez – ausgeschieden als Fünfter des dritten Vorlaufs
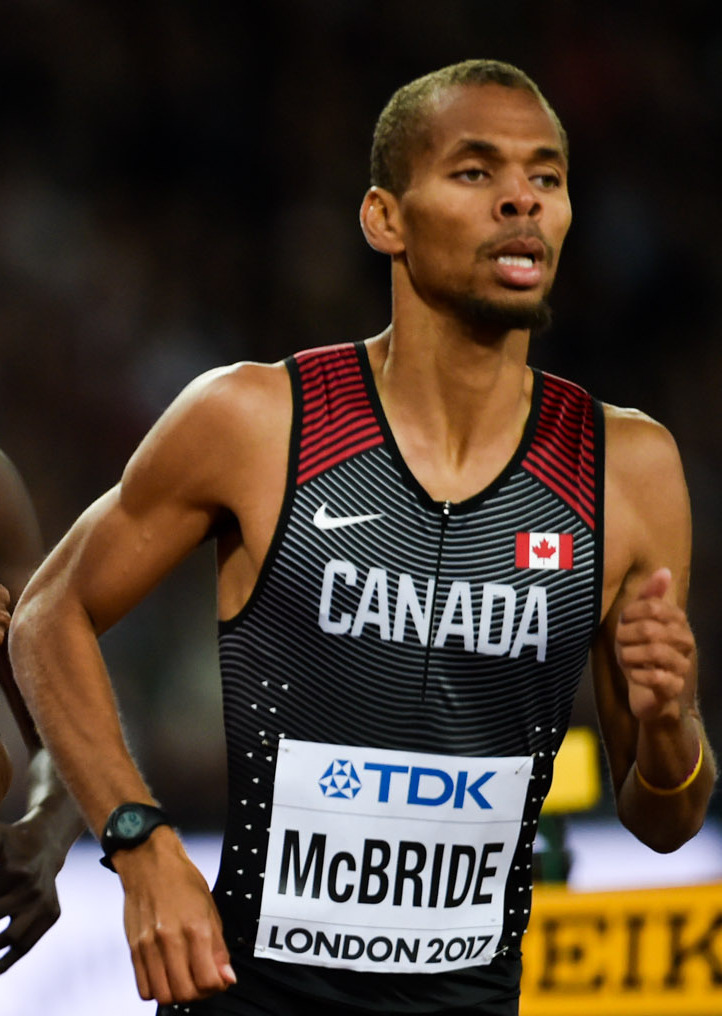
Brandon McBride – ausgeschieden als Sechster des dritten Vorlaufs

31. Juli 2021, 10:06 Uhr (03:06 Uhr MESZ)
| Platz | Name              | Nation               | Zeit (min) | Anmerkung |
| ----- | ----------------- | -------------------- | ---------- | --------- |
| 1     | Clayton Murphy    | USA                  | 1:45,53    |           |
| 2     | Daniel Rowden     | Großbritannien       | 1:45,73    |           |
| 3     | Abdessalem Ayouni | Tunesien             | 1:45,73    | SB        |
| 4     | Charlie Hunter    | Australien           | 1:45,91    |           |
| 5     | Saúl Ordóñez      | Spanien              | 1:45,98    |           |
| 6     | Brandon McBride   | Kanada               | 1:46,32    |           |
| 7     | Melese Nberet     | Äthiopien            | 1:47,80    |           |
| 8     | James Chiengjiek  | Refugee Olympic Team | 2:02,04    |           |

### Lauf 4

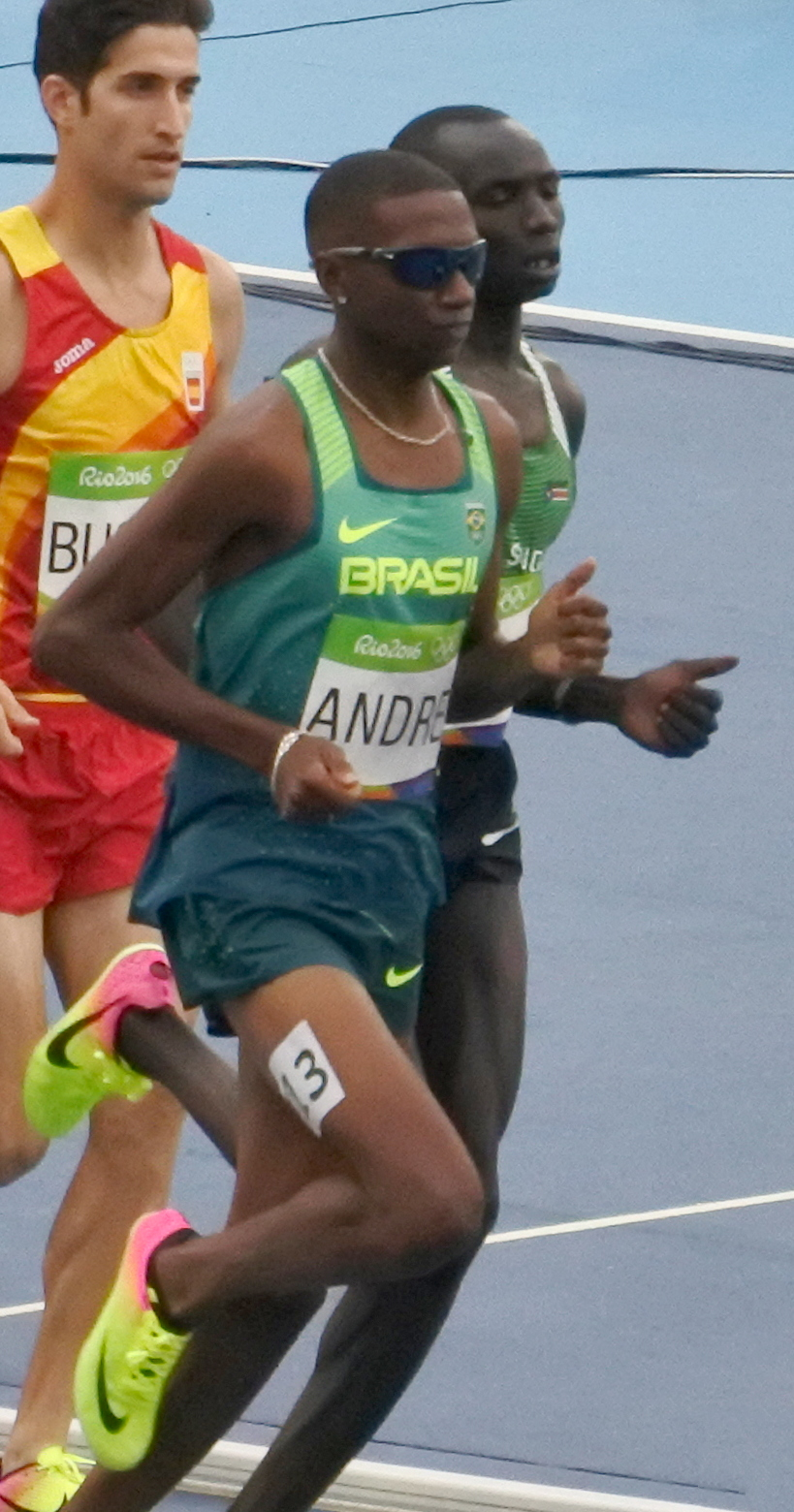
Thiago André – ausgeschieden als Achter des vierten Vorlaufs

31. Juli 2021, 10:14 Uhr (03:14 Uhr MESZ)
| Platz | Name                  | Nation      | Zeit (min) |
| ----- | --------------------- | ----------- | ---------- |
| 1     | Nijel Amos            | Botswana    | 1:45,04    |
| 2     | Michael Saruni        | Kenia       | 1:45,21    |
| 3     | Adrián Ben            | Spanien     | 1:45,30    |
| 4     | Jeffrey Riseley       | Australien  | 1:45,41    |
| 5     | Oussama Nabil         | Marokko     | 1:45,64    |
| 6     | Pierre-Ambroise Bosse | Frankreich  | 1:45,97    |
| 7     | Ryan Sánchez          | Puerto Rico | 1:47,07    |
| 8     | Thiago André          | Brasilien   | 1:47,75    |

### Lauf 5

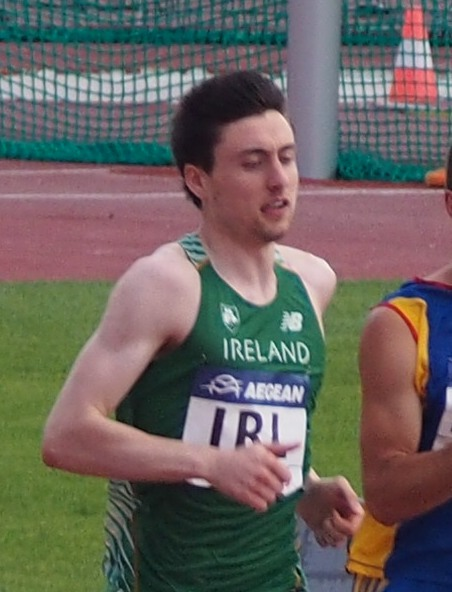
Mark English – ausgeschieden als Vierter des fünften Vorlaufs
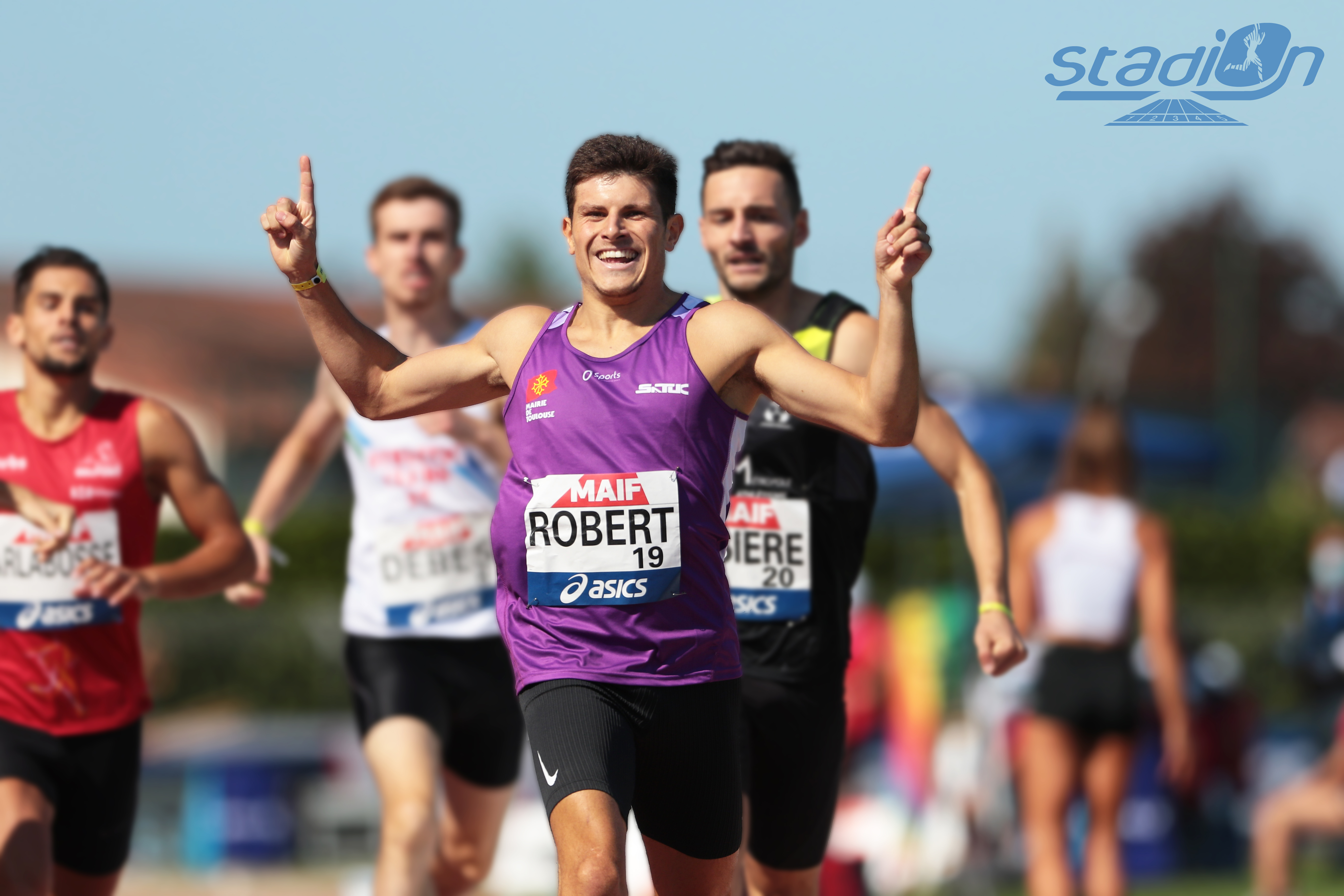
Benjamin Robert – ausgeschieden als Fünfter des fünften Vorlaufs

31. Juli 2021, 10:22 Uhr (03:22 Uhr MESZ)
| Platz | Name                | Nation      | Zeit (min)  |
| ----- | ------------------- | ----------- | ----------- |
| 1     | Jesús Tonatiú López | Mexiko      | 1:46,14     |
| 2     | Eliott Crestan      | Belgien     | 1:46,19     |
| 3     | Patryk Dobek        | Polen       | 1:46,59     |
| 4     | Mark English        | Irland      | 1:46,75     |
| 5     | Benjamin Robert     | Frankreich  | 1:47,12     |
| 6     | Éric Nzikwinkunda   | Burundi     | 1:47,97     |
| 7     | Andrés Arroyo       | Puerto Rico | 1:53,09     |
| 8     | Dennick Luke        | Dominica    | 1:54,30 \|} |

### Lauf 6

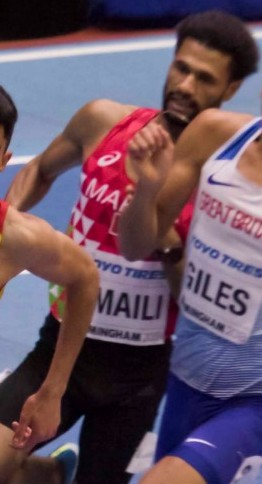
Mostafa Smaili – ausgeschieden als Vierter des sechsten Vorlaufs
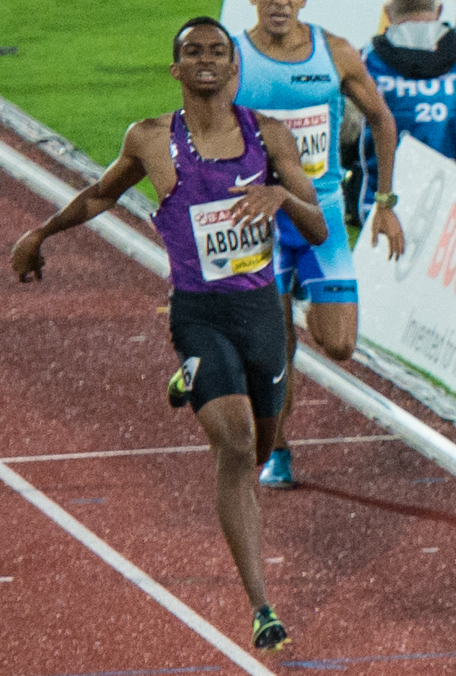
Abubaker Haydar Abdalla – ausgeschieden als Sechster des sechsten Vorlaufs
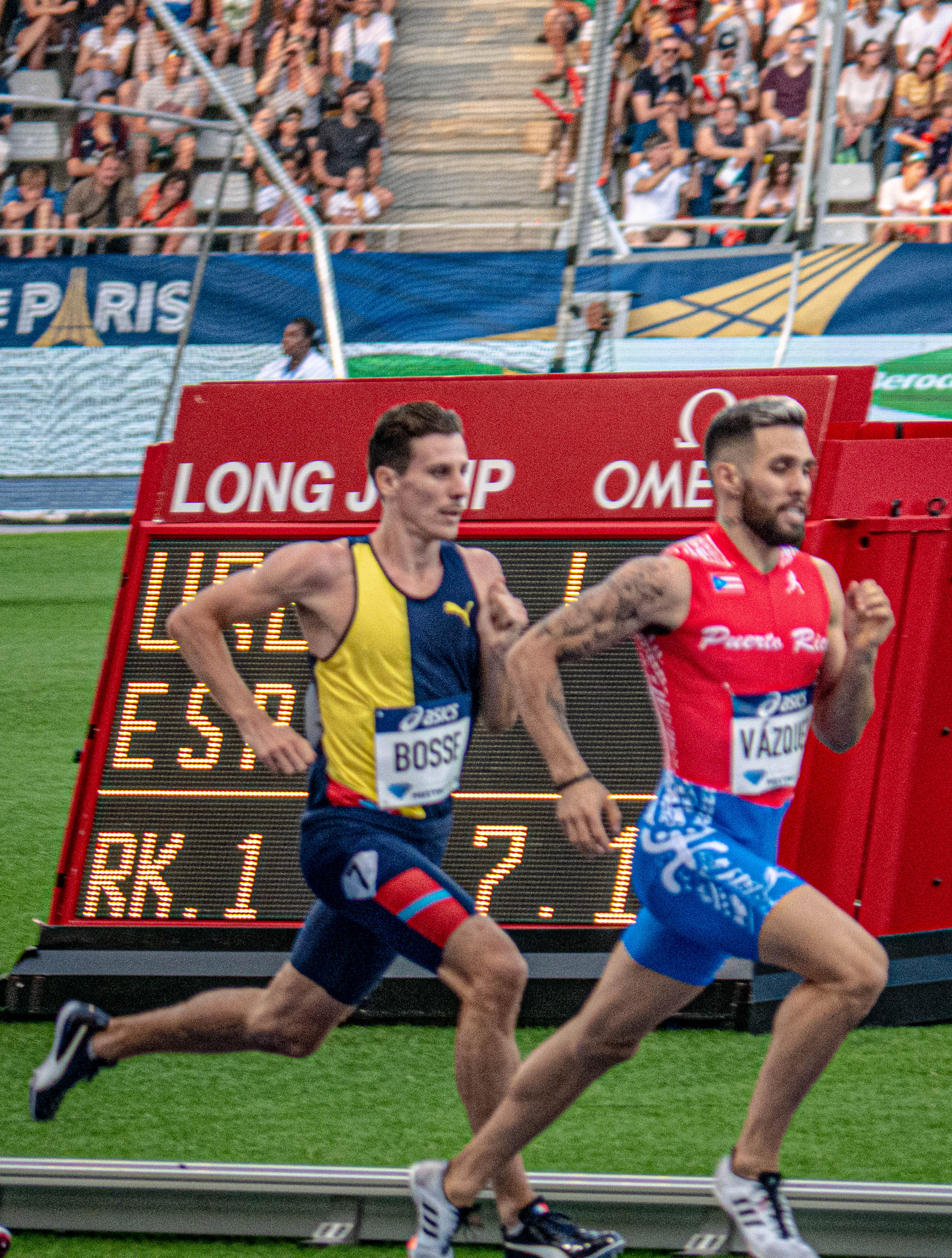
Wesley Vázquez – ausgeschieden als Siebter des sechsten Vorlaufs

31. Juli 2021, 10:30 Uhr (03:30 Uhr MESZ)
| Platz | Name                    | Nation      | Zeit (min) | Anmerkung |
| ----- | ----------------------- | ----------- | ---------- | --------- |
| 1     | Emmanuel Korir          | Kenia       | 1:45,33    |           |
| 2     | Mateusz Borkowski       | Polen       | 1:45,34    |           |
| 3     | Bryce Hoppel            | USA         | 1:45,64    |           |
| 4     | Mostafa Smaili          | Marokko     | 1:46,05    |           |
| 5     | Yassine Hethat          | Algerien    | 1:46,20    |           |
| 6     | Abubaker Haydar Abdalla | Katar       | 1:47,45    |           |
| 7     | Wesley Vázquez          | Puerto Rico | 1:49,06    | SB        |
| DNS   | Ayanleh Souleiman       | Dschibuti   |            |           |

## Halbfinale
Das Halbfinale umfasste drei Läufe. Für das Finale qualifizierten sich pro Lauf die ersten beiden Athleten (hellblau unterlegt). Darüber hinaus kamen die zwei Zeitschnellsten, die sogenannten Lucky Loser (hellgrün unterlegt), weiter.

### Lauf 1

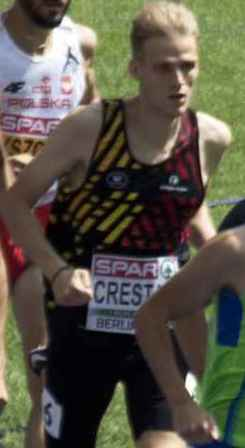
Eliott Crestan – ausgeschieden als Vierter des ersten Halbfinals

1. August 2021, 20:25 Uhr (13:25 Uhr MESZ)
| Platz | Name                | Nation     | Zeit (min) | Anmerkung |
| ----- | ------------------- | ---------- | ---------- | --------- |
| 1     | Patryk Dobek        | Polen      | 1:44,60    |           |
| 2     | Emmanuel Korir      | Kenia      | 1:44,74    |           |
| 3     | Jesús Tonatiú López | Mexiko     | 1:44,77    |           |
| 4     | Eliott Crestan      | Belgien    | 1:44,84    | PB        |
| 5     | Bryce Hoppel        | USA        | 1:44,91    |           |
| 6     | Abdessalem Ayouni   | Tunesien   | 1:44,99    | NR        |
| 7     | Charlie Hunter      | Australien | 1:46,73    |           |
| 8     | Abdelati el-Guesse  | Marokko    | 1:46,85    |           |

Weitere im ersten Halbfinale ausgeschiedene Läufer:

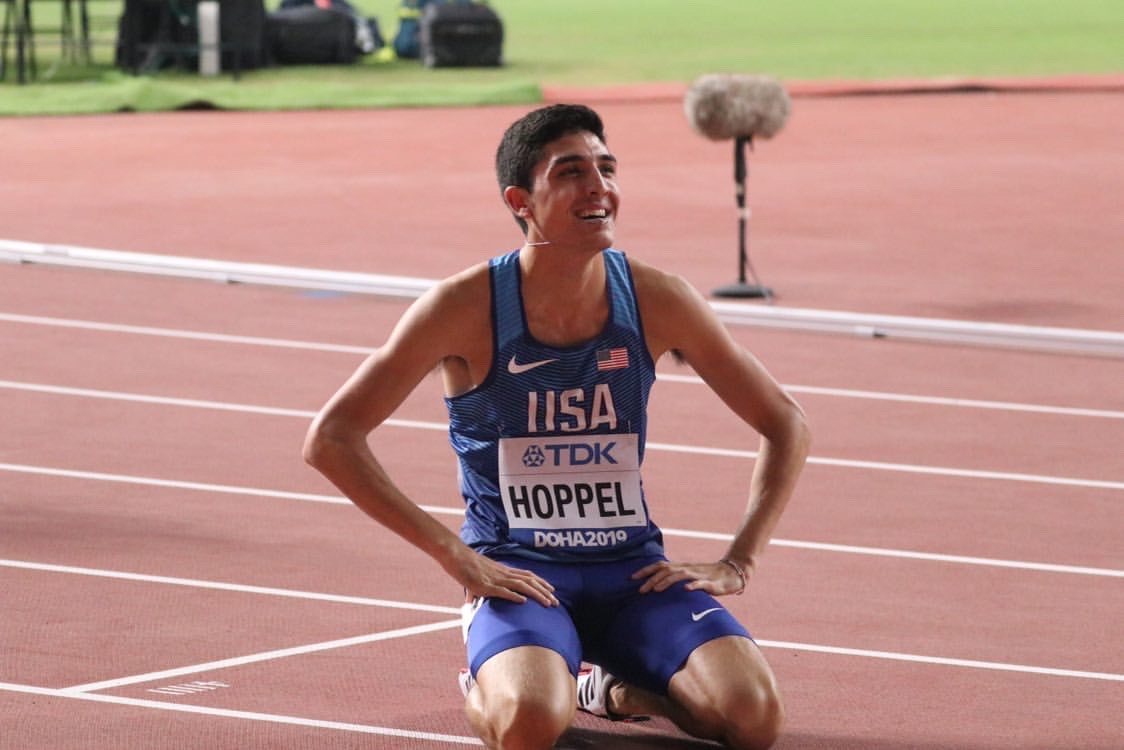
Bryce Hoppel – Rang fünf
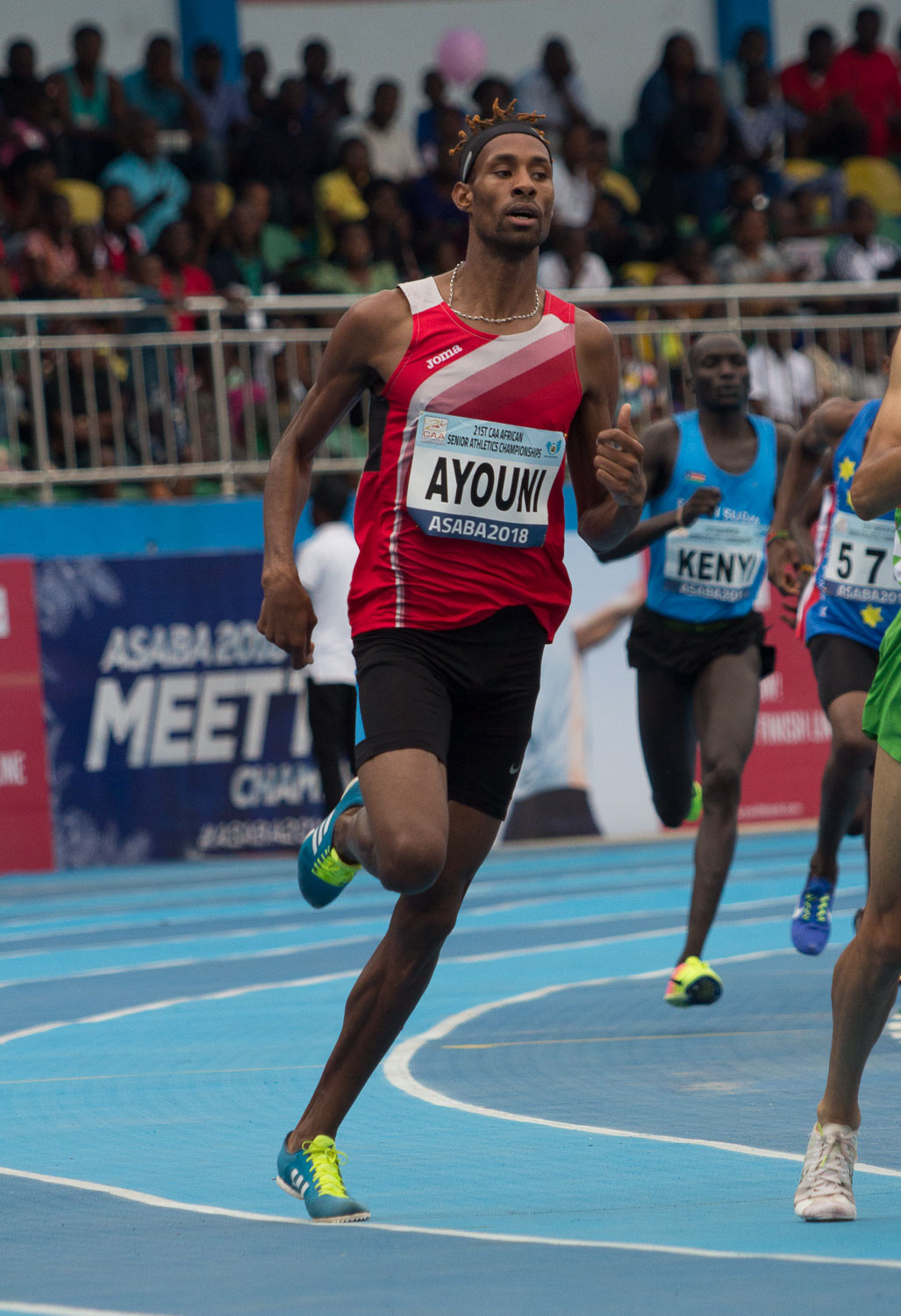
Abdessalem Ayouni – Rang sechs mit tunesischem Landesrekord
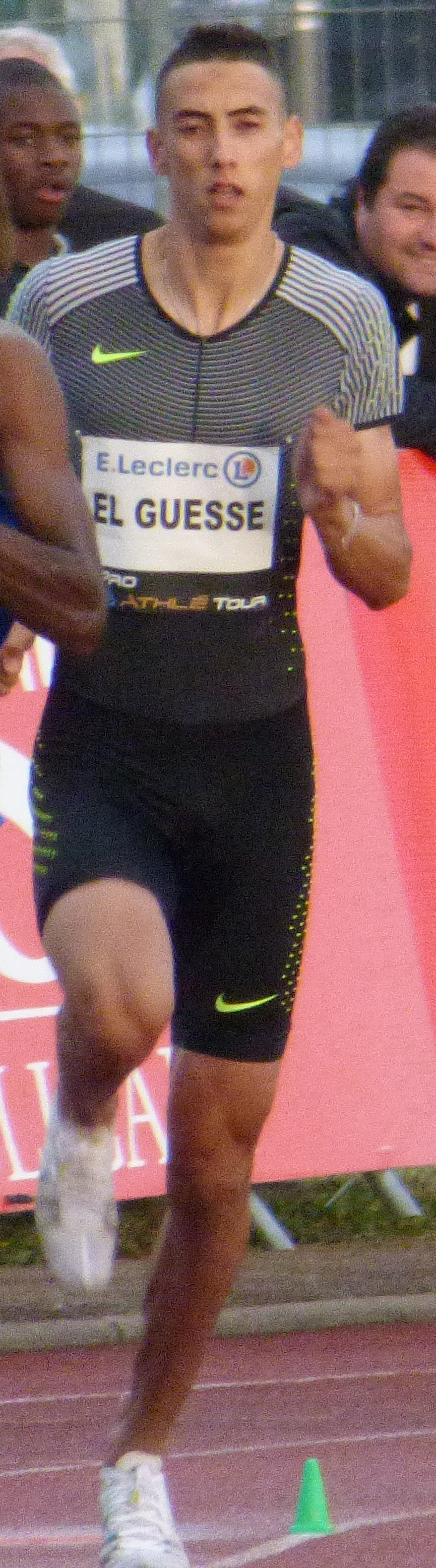
Abdelati el-Guesse – Rang acht

### Lauf 2

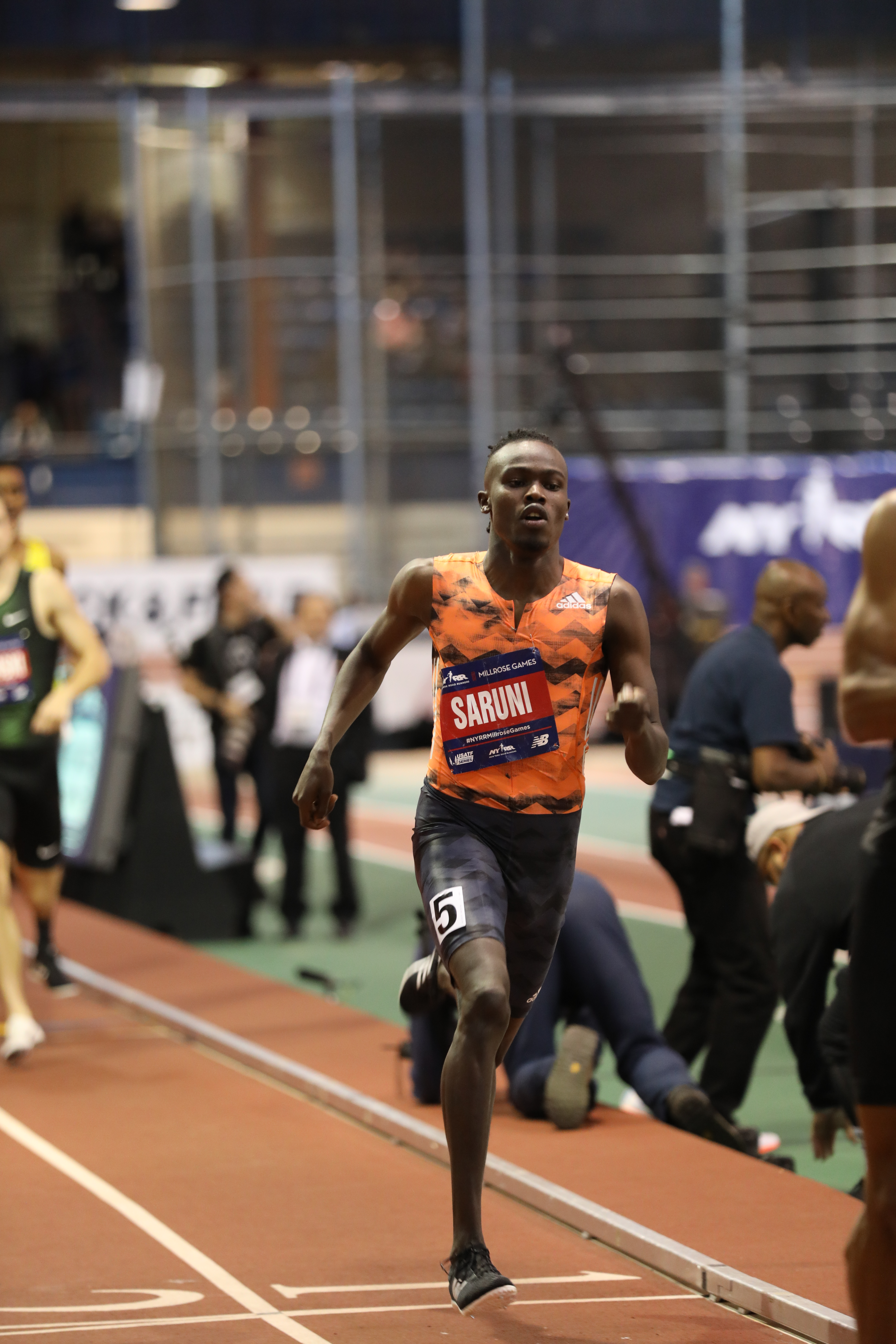
Michael Saruni – ausgeschieden als Sechster des zweiten Halbfinals
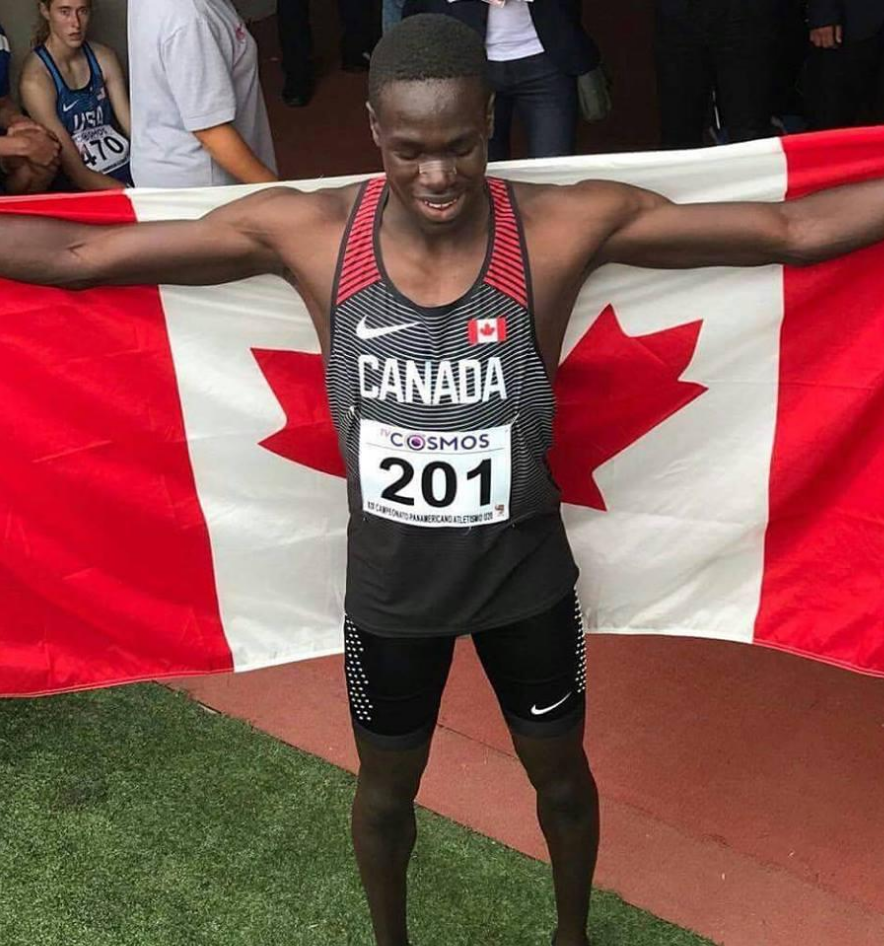
Marco Arop – ausgeschieden als Siebter des zweiten Halbfinals
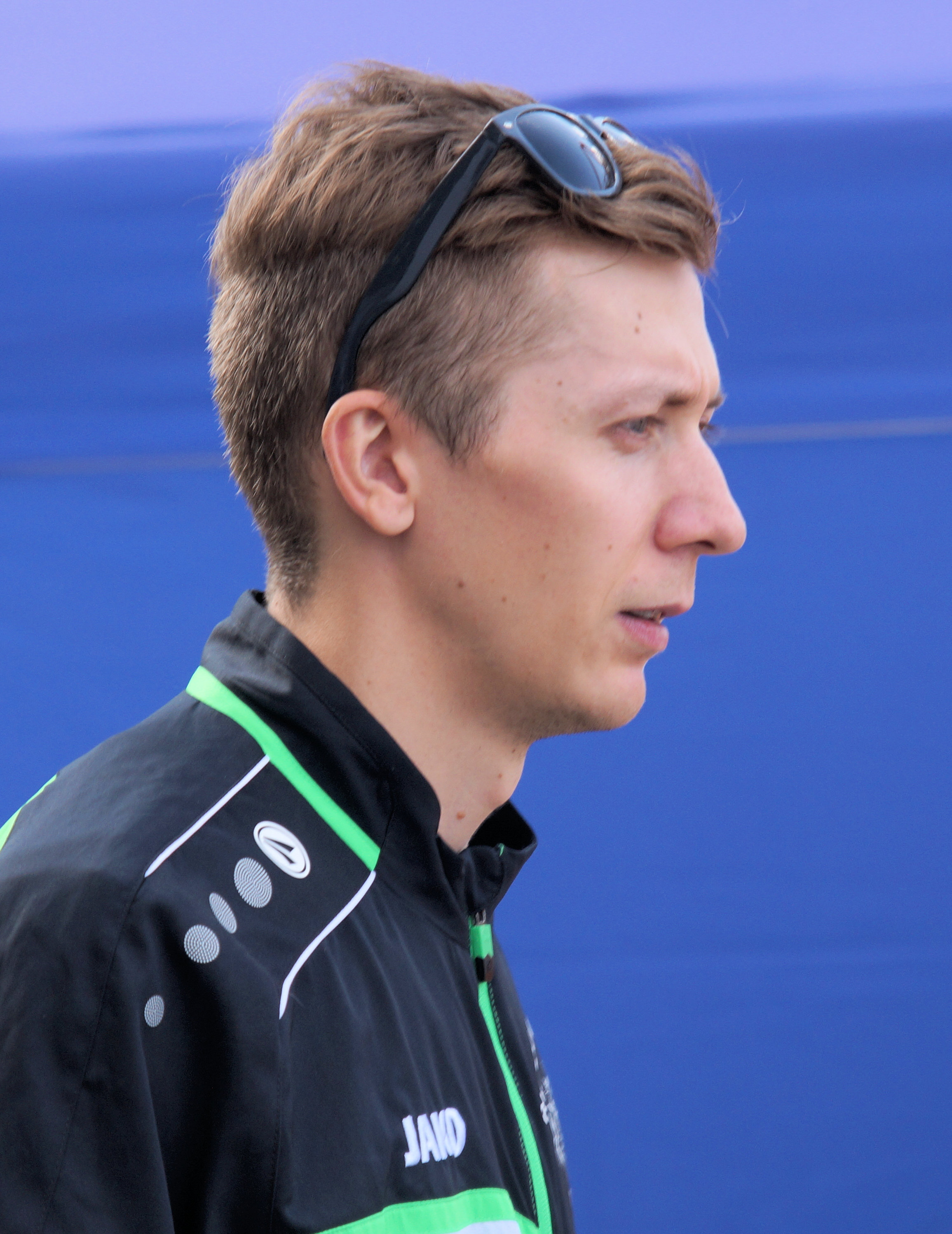
Mateusz Borkowski – ausgeschieden als Achter des zweiten Halbfinals

1. August 2021, 20:35 Uhr (13:35 Uhr MESZ)
| Platz | Name              | Nation         | Zeit (min) | Anmerkung |
| ----- | ----------------- | -------------- | ---------- | --------- |
| 1     | Peter Bol         | Australien     | 1:44,11    | OZ        |
| 2     | Clayton Murphy    | USA            | 1:44,18    |           |
| 3     | Gabriel Tual      | Frankreich     | 1:44,28    | PB        |
| 4     | Adrián Ben        | Spanien        | 1:44,30    |           |
| 5     | Daniel Rowden     | Großbritannien | 1:44,35    | SB        |
| 6     | Michael Saruni    | Kenia          | 1:44,55    | SB        |
| 7     | Marco Arop        | Kanada         | 1:44,90    |           |
| 8     | Mateusz Borkowski | Polen          | 1:46,54    |           |

### Lauf 3

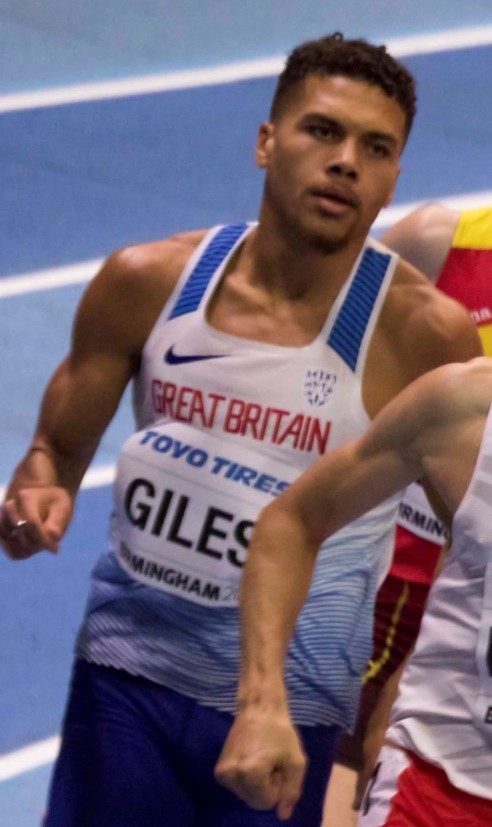
Elliot Giles – ausgeschieden als Dritter des dritten Halbfinals
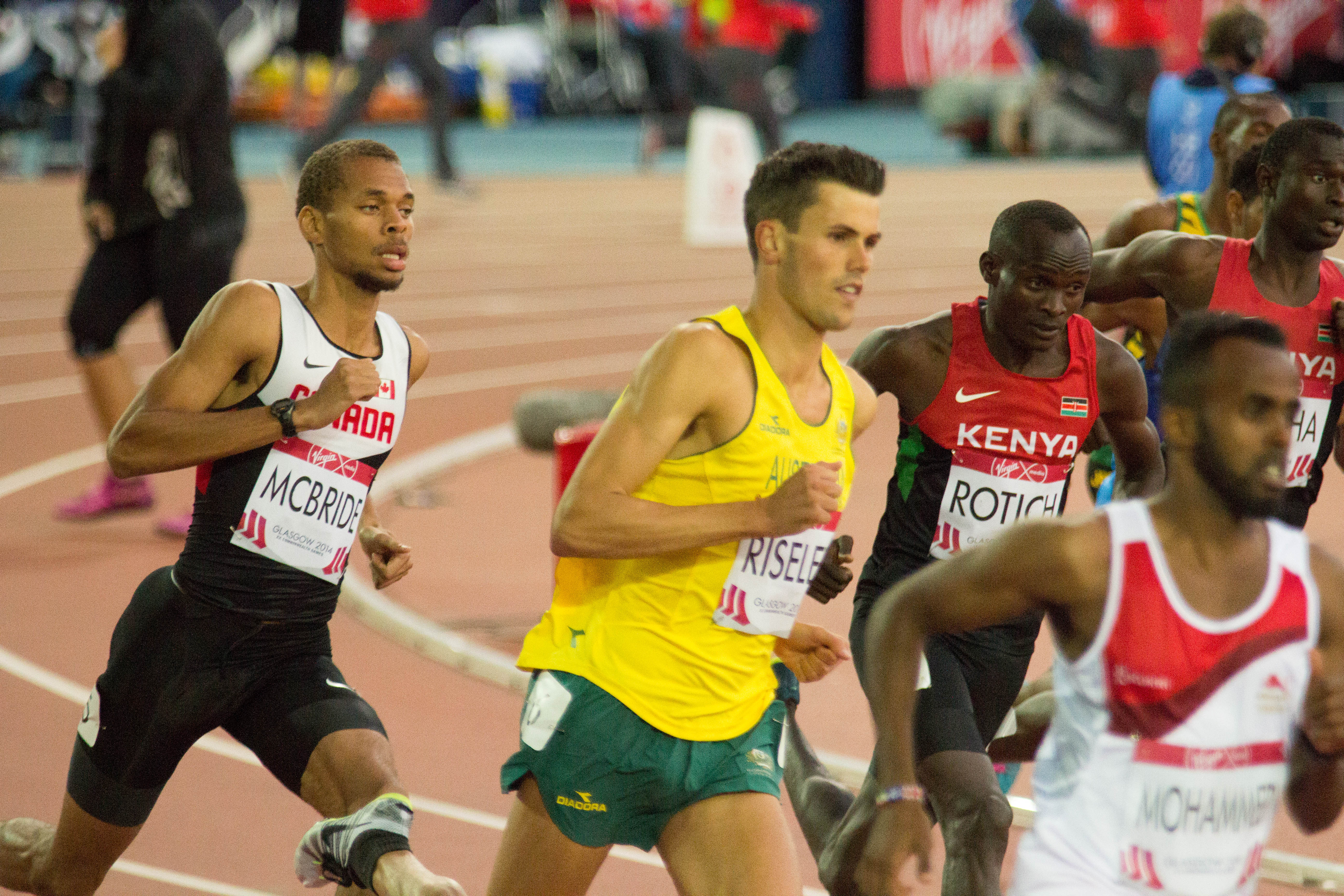
Jeffrey Riseley (gelbes Trikot) – ausgeschieden als Fünfter des dritten Halbfinals
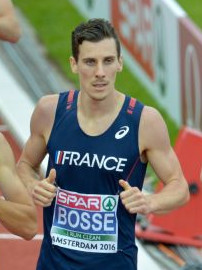
Pierre-Ambroise Bosse – ausgeschieden als Sechster des dritten Halbfinals

1. August 2021, 20:45 Uhr (13:45 Uhr MESZ)
| Platz | Name                      | Nation                  | Zeit (min) | Anmerkung                           |
| ----- | ------------------------- | ----------------------- | ---------- | ----------------------------------- |
| 1     | Ferguson Cheruiyot Rotich | Kenia                   | 1:44,04    |                                     |
| 2     | Amel Tuka                 | Bosnien und Herzegowina | 1:44,53    | SB                                  |
| 3     | Elliot Giles              | Großbritannien          | 1:44,74    |                                     |
| 4     | Oussama Nabil             | Marokko                 | 1:46,42    |                                     |
| 5     | Jeffrey Riseley           | Australien              | 1:47,17    |                                     |
| 6     | Pierre-Ambroise Bosse     | Frankreich              | 1:48,62    |                                     |
| 7     | Isaiah Jewett             | USA                     | 2:38,12    |                                     |
| 8     | Nijel Amos                | Botswana                | 2:38,49    | per Videorichterentscheid im Finale |

## Finale

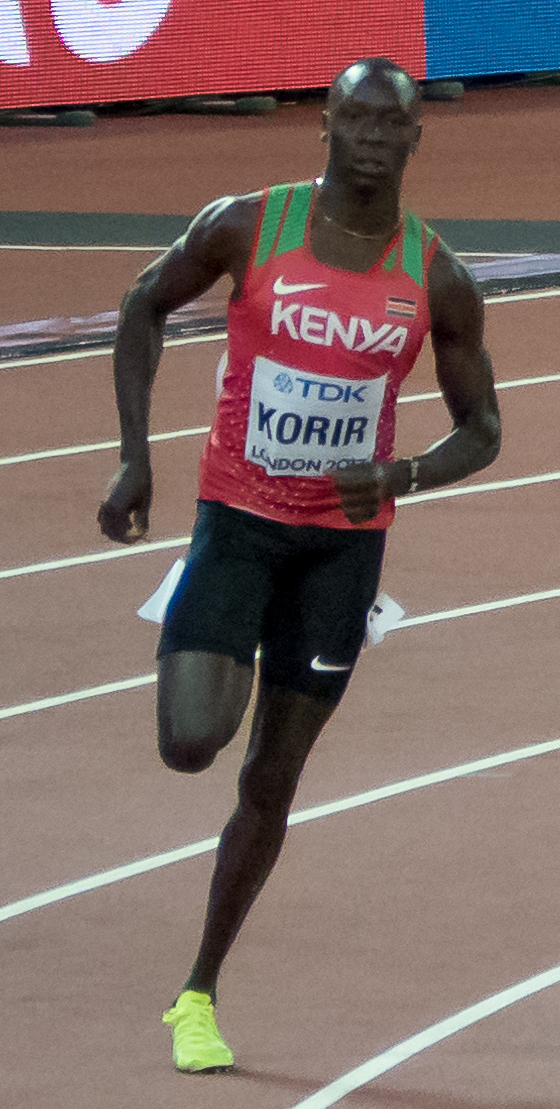
Emmanuel Korir – Olympiasieger in einem von Taktik geprägten Rennen

4. August 2021, 21:05 Uhr (14:05 Uhr MESZ)
| Platz | Name                      | Nation                  | Zeit (min) |
| ----- | ------------------------- | ----------------------- | ---------- |
| 1     | Emmanuel Korir            | Kenia                   | 1:45,06    |
| 2     | Ferguson Cheruiyot Rotich | Kenia                   | 1:45,23    |
| 3     | Patryk Dobek              | Polen                   | 1:45,39    |
| 4     | Peter Bol                 | Australien              | 1:45,92    |
| 5     | Adrián Ben                | Spanien                 | 1:45,96    |
| 6     | Amel Tuka                 | Bosnien und Herzegowina | 1:45,98    |
| 7     | Gabriel Tual              | Frankreich              | 1:46,03    |
| 8     | Nijel Amos                | Botswana                | 1:46,41    |
| 9     | Clayton Murphy            | USA                     | 1:46,53    |

In einem ganz auf Taktik abgestellten Rennen führte Peter Bol nach der ersten Runde in knapp 54 Sekunden. Der Australier hatte in seinen beiden Läufen zuvor sowohl in der Vorrunde als auch im Halbfinale jeweils den ozeanischen Kontinentalrekord verbessert. Als Bol dann antrat, blieb der Kenianer Emmanuel Korir an seinen Fersen, bevor er in der letzten Kurve an dem Australier vorbeizog. Bei jedem Schritt bewegte Korir seinen Kopf hin und her. Mit seiner großen Grundschnelligkeit wehrte er auf der Zielgeraden seinen nun angreifenden Landsmann Ferguson Cheruiyot Rotich ab.
So gab es einen kenianischen Doppelsieg mit Gold für Korir und Silber für Rotich. Der ehemalige 400-m-Hürdenspezialist Patryk Dobek aus Polen gewann die Bronzemedaille vor dem lange führenden Peter Bol. Fünfter wurde der Spanier Adrián Ben vor Amel Tuka aus Bosnien und Herzegowina.
In diesem Wettbewerb kam Kenia zu seinem vierten olympischen 800-Meter-Titel in Folge.

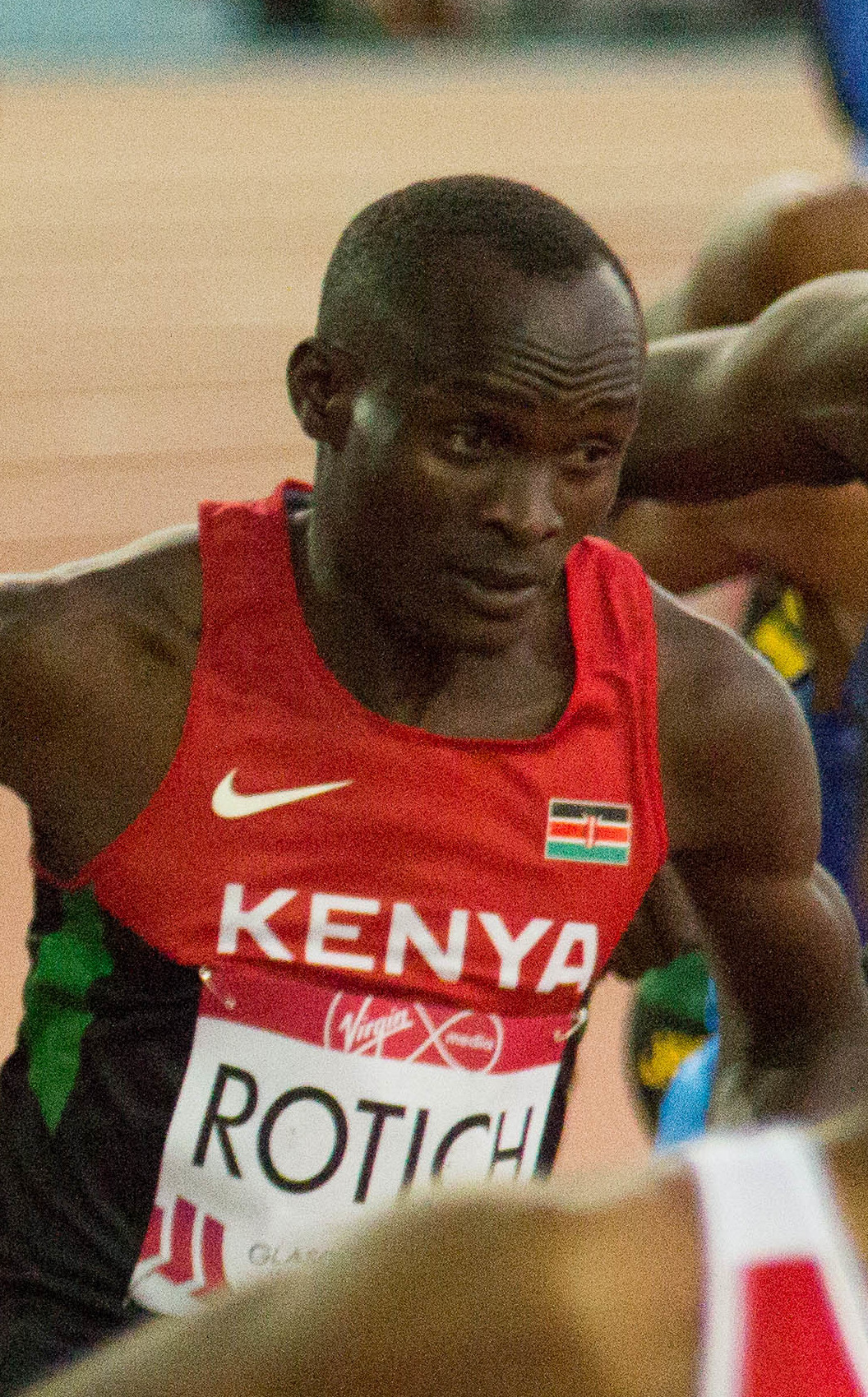
Ferguson Cheruiyot Rotich gewann Silber und komplettierte so den kenianischen Doppelerfolg
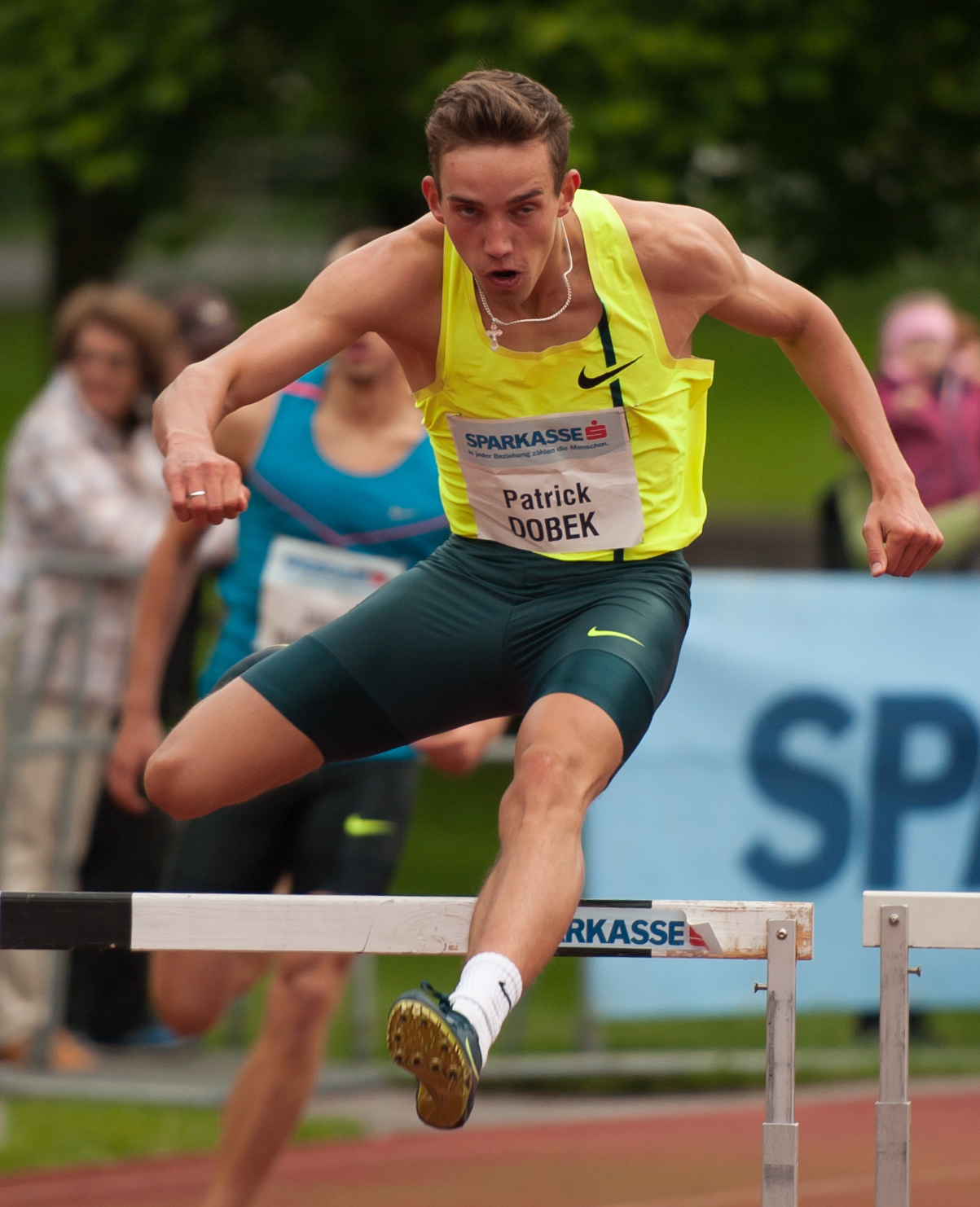
Bronze gab es für den früheren Hürdenspezialisten Patryk Dobek
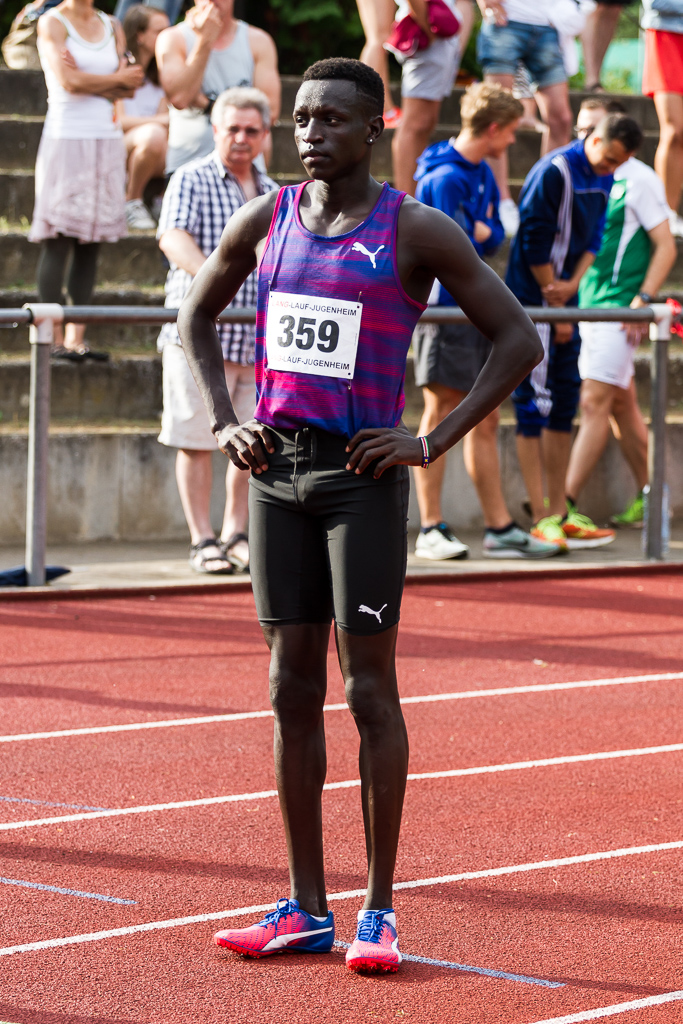
Peter Bol hatte in den beiden Läufen zuvor jeweils Ozeanienrekorde aufgestellt und erreichte im Finale Platz vier
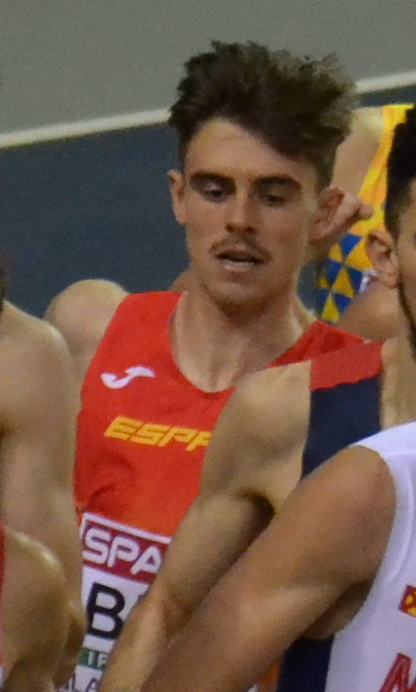
Rang fünf für Adrián Ben
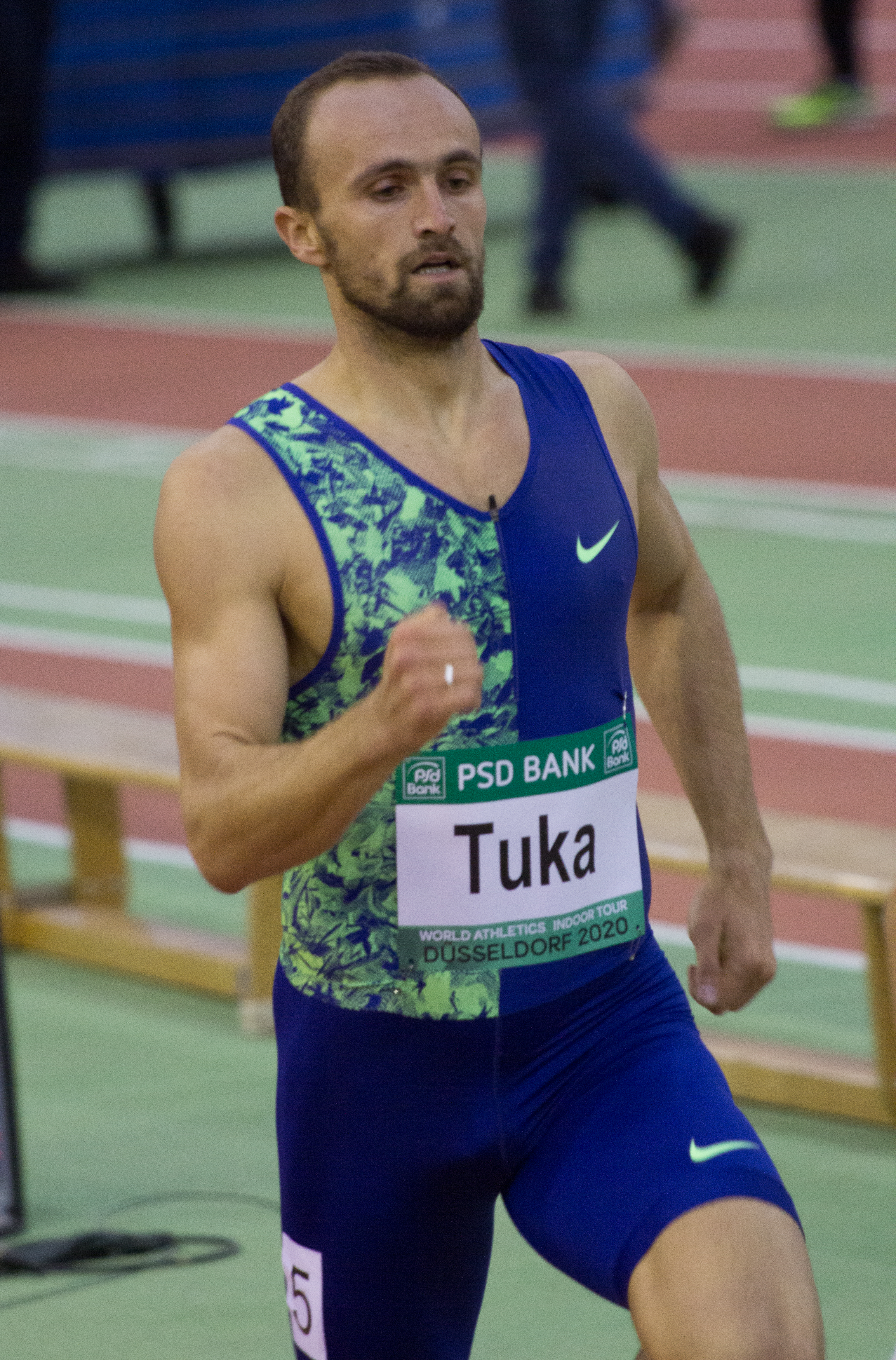
Amel Tuka kam auf den sechsten Platz
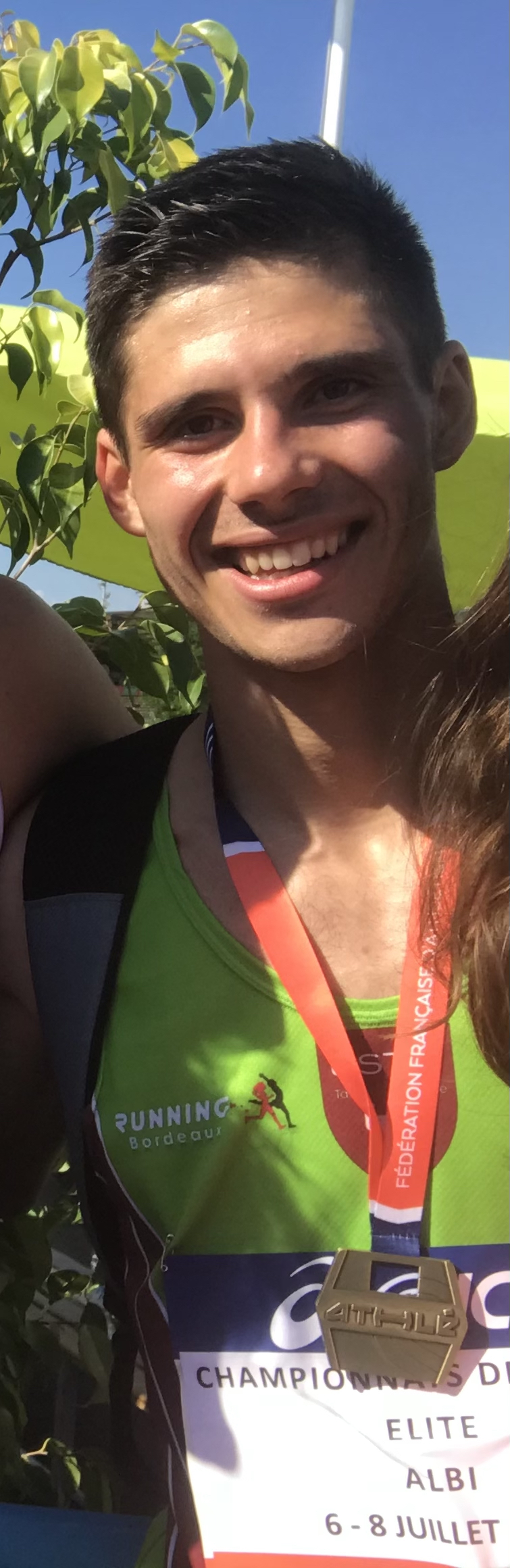
Gabriel Tual belegte Rang sieben
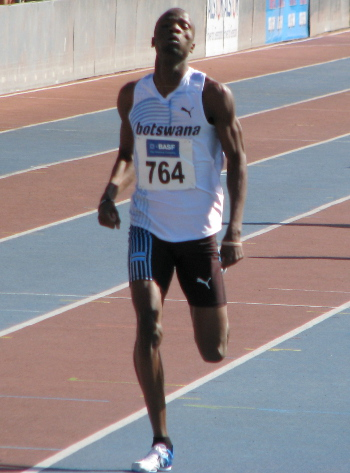
Der achtplatzierte Nijel Amos
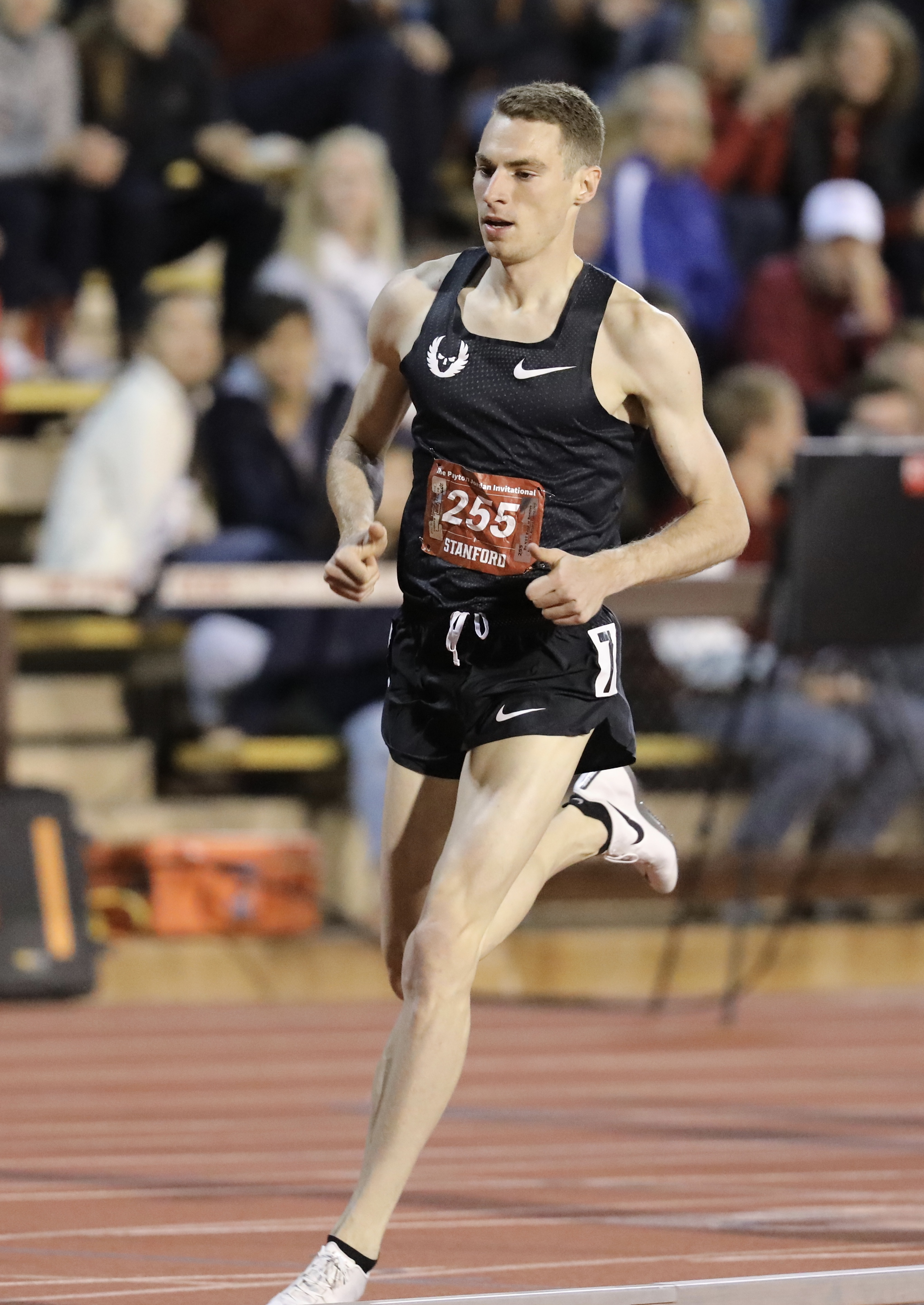
Für Clayton Murphy blieb der neunte Platz

## Video
- Men's 800m final, Tokyo Replays, youtube.com, abgerufen am 18. Mai 2022